# Gegeneophis orientalis
Espèce
Gegeneophis orientalis est une espèce de gymnophiones de la famille des Indotyphlidae.

## Répartition
Cette espèce est endémique d'Inde. Elle se rencontre en Andhra Pradesh et en Odisha.

## Publication originale
- Agarwal, Wilkinson, Mohapatra, Dutta, Giri & Gower, 2013 : The first teresomatan caecilian (Amphibia: Gymnophiona) from the Eastern Ghats of India - a new species of Gegeneophis Peters, 1880. Zootaxa, no 3696, p. 534-546.